# Predajná
Predajná – wieś (obec) na Słowacji położona w kraju bańskobystrzyckim, w powiecie Brezno. Pierwsze wzmianki o miejscowości pochodzą z roku 1284.
Według danych z dnia 31 grudnia 2012, wieś zamieszkiwało 1335 osób, w tym 691 kobiet i 644 mężczyzn.
W 2001 roku rozkład populacji względem narodowości i przynależności etnicznej wyglądał następująco:
- Słowacy – 98,22%
- Czesi – 0,82%
- Polacy – 0,07%
- Romowie – 0,3%
- Rusini – 0,3%
- Węgrzy – 0,07%

Ze względu na wyznawaną religię struktura mieszkańców kształtowała się w 2001 roku następująco:
- Katolicy rzymscy – 85,29%
- Grekokatolicy – 0,37%
- Ewangelicy – 2,6%
- Ateiści – 9,06%
- Nie podano – 2,15%

W miejscowości jest przystanek kolejowy Predajná.